# ADSL2
ADSL2 y ADSL2+ son unas tecnologías preparadas para ofrecer tasas de transferencia sensiblemente mayores que las proporcionadas por el ADSL convencional, haciendo uso de la misma infraestructura telefónica basada en cables de cobre. Así, si con ADSL tenemos unas tasas máximas de bajada/subida de 8/1 Mbps, con ADSL2 se consigue 12/2 Mbps y con ADSL2+ 24/1 Mbps. Además de la mejora del ancho de banda, este estándar contempla una serie de implementaciones que mejoran la supervisión de la conexión y la calidad de servicio (QoS) de los servicios demandados a través de la línea. 
La migración de ADSL a ADSL2 solo requiere establecer entre la central telefónica y el usuario un terminal especial que permita el nuevo ancho de banda, lo que no supone un enorme gasto por parte de los proveedores de servicio. La tecnología ADSL2 ofrece muy pocas ventajas sobre el ADSL2+, además de no haber pasado mucho tiempo entre la aparición de ambas, lo que ha hecho que la presencia de ADSL2 en un porcentaje comparativo entre ADSL y ADSL2+ sea anecdótica. La única ventaja práctica que ofrece sobre ADSL2+ es que sufre menos el efecto de la atenuación, habiéndose conseguido servicio con 90 dB de atenuación (unos 8 km de cable).
ADSL2+ es una evolución del sistema ADSL y ADSL2 que se basa en un aumento del espectro frecuencial. La principal diferencia es que duplica el ancho de banda utilizado de 1,1 MHz a 2,2 MHz lo que le permite alcanzar una velocidad teórica de 24 Mbps. El ruido afecta de manera más visible a ADSL2+ al utilizar la parte más alta del espectro y sólo supone una mejora en el ancho de banda hasta los 3 km. A partir de ahí las diferencias con ADSL o ADSL2 son mínimas. A diferencia de la migración a ADSL2, ADSL2+ requiere pequeños cambios en la estructura de la red. En circunstancias donde el canal físico presente muy buena calidad, esto es, un buen aislamiento y falta de fuentes de interferencia externas; y el contrato del usuario final sea inferior a 24 Mbps, el protocolo ADSL2+ puede utilizar las frecuencias más altas del espectro (que en teoría no necesitaría a velocidades menores a 24 Mbps) para codificar datos y así disminuir la carga de otras frecuencias menores que tienen que señalizar muchos bits en esa frecuencia. De este modo aprovecha mejor el espectro electromagnético disponible por el medio físico.

## Aspectos interesantes

### Mejora de la velocidad de la conexión
ADSL2 provee de una mayor tasa de transferencia haciendo uso de mecanismos factibles frente a las atenuaciones y los fenómenos de diafonía presentes en los pares de los cables del tendido telefónico. Para conseguir esto, ADSL2 tiene una mejor eficiencia de modulación/codificación (codificación Trellis de 16 estados y modulación QAM con constelaciones de 1 bit) y una serie de algoritmos mejorados de tratamiento de la señal que los ofrecidos por ADSL1, mejorando la calidad de la señal y aumentando la cantidad de información que se puede recibir por el medio analógico.

### Supervisión del estado de la conexión
El sistema ADSL2 contempla una mejora en los equipos que proveen el servicio, destinados a añadir una serie de funcionalidades que permiten realizar diagnósticos durante la fase de instalación, uso o mejora del servicio. Esta serie de mejoras consisten en permitir medir la potencia de la señal de ruido en la línea, la relación señal/ruido (SNR) y la atenuación del bucle. Esto sirve para monitorizar el estado de la conexión, lo cual ayuda a prevenir funcionamientos poco óptimos, evaluar si a un terminal se le pueden ofrecer mayores tasas de transferencia, y evaluar el estado de la infraestructura.

### Adaptación de la velocidad de la conexión
En el ADSL convencional uno de los problemas generados a la hora de aumentar la tasa de transferencia era la alta diafonía producida en los cables de tendido telefónicos. ADSL2 mejora estos aspectos supervisando la cantidad de distorsión/ruido en el medio, variando la tasa de transferencia al máximo posible sin perder la calidad de la conexión y previniendo los errores. Este ajuste de velocidad se hace de forma transparente de cara al usuario, utilizando mecanismos que permiten el cambio de velocidad sin que se produzcan errores de sincronismo a la hora de procesar las tramas de información.

### Mejora en la gestión de energía
ADSL2 también introduce una serie de mejoras orientadas a disminuir el consumo de energía por parte de los proveedores del servicio. Esta mejora consiste en optimizar los recursos energéticos desaprovechados por ADSL1; si con el ADSL convencional los aparatos encargados de dar servicio estaban continuamente conectados, ahora se pueden inducir unos estados de reposo o standby en función de la carga que está soportando dicho dispositivo, lo cual supone un ahorro monetario por parte de los proveedores.
Esta mejora se basa en el uso de dos modos de energía: el L2 y el L3. El modo de energía L2 supone la principal innovación de ADSL2 en este aspecto, este modo regula la energía en función del tráfico circundante en la conexión entre el proveedor y el cliente. El modo L3 supone un estado de reposo más aletargado introducido cuando la conexión no está siendo usada durante un largo período. L2 supone un tipo de mecanismo invisible al cliente, mientras que recobrar un estado activo a partir de L3 supone un proceso de reinicio de 3 segundos.

### Mejora de la velocidad usando múltiples líneas telefónicas
ADSL2 contempla la posibilidad de usar más de una línea telefónica para proveer de conexión a un único terminal incluyendo en su estándar varias normas de ATM referentes a las especificaciones IMA (multiplexado inverso para ATM), así pues, estas especificaciones permiten la demultiplexación de distintas conexiones ADSL a través de distintas líneas telefónicas en un solo dispositivo, lo que mejora notablemente las tasas de bajada. 
Desde la capa ATM se procesan los datos recibidos a través de la subcapa que proporciona IMA para procesar los datos provenientes de las capas físicas de ADSL, siendo tratada desde el terminal como una única conexión. Para conseguir esto la IMA contiene una serie de subprotocolos que previenen la desincronización de los dispositivos físicos ADSL2 (1 dispositivo por línea) y que tratan la información recibida de los dispositivos cuando estos tienen latencias diferentes. Todo lo relacionado en routers y LAN.

## Canalización sobre ADSL2, QoS y CVoDSL
ADSL2 añade la posibilidad de dividir el ancho de banda en distintos canales, proveyendo a cada aplicación un canal con características independientes. Esto supone una gran mejora en el terreno del QoS, pudiendo asignar prioridades de ancho de banda y latencia a las aplicaciones según su funcionalidad, lo cual supone un salto cualitativo a la hora de trabajar con aplicaciones que demandan de servicios en tiempo real como puede ser la videoconferencia.
Una aplicación derivada de la canalización es CVoDSL (del inglés Channelized Voice over DSL, Voz Canalizada sobre DSL). Con ADSL2 podemos usar distintas señales de voz en distintos canales, pudiendo establecer más de una conversación sobre una línea. Este puede ser un servicio independiente del proporcionado por el ISP dando a las operadoras de telefonía un sistema que permite una transmisión más flexible, de mayor calidad y de menos coste. Esta ventaja de CVoDSL sobre otros servicios basados en conmutación de paquetes, como VoIP o VoATM, es debida a que CVoDSL funciona sobre el nivel físico. Esto elimina retardos adicionales y además deja un ancho de banda fijo para la voz y con una eficiencia del 100%, concretamente 64 Kbps para el envío de voz y 64 Kbps para el canal de recepción (en total 128 Kbps por cada línea telefónica). Este ancho de banda puede ser reducido a la mitad si se utiliza compresión ADPCM. Se podría decir que CVoDSL es un RDSI empotrado en la DSL, funcionando de forma independiente al resto de datos que circulen por el resto de canales/tonos de la línea. Además, mientras no se estén utilizando los canales reservados para la CVoDSL esos tonos estarán al servicio del resto de tráfico que circule por la línea.

## Otras mejoras
Otra característica de ADSL2 que hace que se obtenga una mayor velocidad de transferencia se refiere a la optimización en el uso de los buffer de datos encargados de almacenar tramas en caso de congestión de red (Overhead Framming), siendo esta fija en el ADSL convencional. Ahora ADSL2 aprovecha el espacio no usado en los buffers para conseguir un aumento de hasta 50 kbps en la velocidad de bajada.
ADSL2 también permite hacer uso del ancho de banda reservado para telefonía empleándolos para la transmisión de datos obteniendo 256 kbps más en velocidad de subida.
Incluso ahora el tiempo empleado para realizar la conexión inicial desde el terminal al proveedor es de 3 segundos, siendo de 10 segundos en el ADSL convencional. 
Otra ventaja con las mejoras introducidas por ADSL2 es que es capaz de dar cobertura a bucles más largos que los posibles con ADSL1. Ello también implica que ADSL2 proporcione mayores velocidades a puntos alejados con respecto a ADSL1.